# حفاظت از گاوهای دریایی

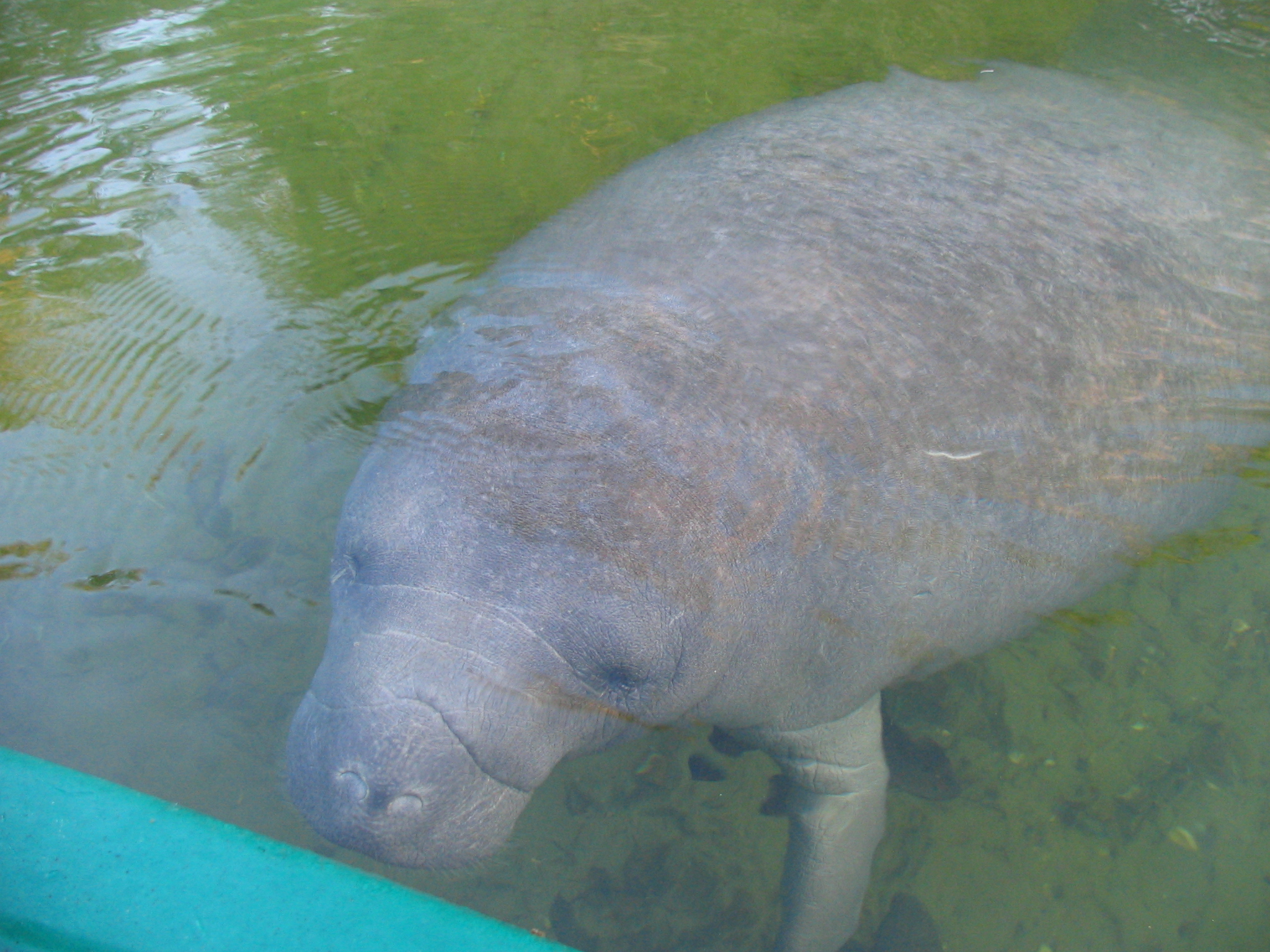
یک گاو دریایی در حال بررسی یک قایق کایاک

گاوهای دریایی پستانداران دریایی بزرگی هستند که در رودخانه‌های آرام، آبراهه‌ها، خلیج‌های آب شور، پای‌رودها و مناطق ساحلی زندگی می‌کنند. این پستانداران مهاجر در طول زمستان در آب‌های فلوریدا ساکن می‌شوند و تا شمال ویرجینیا و خلیج چساپیک نیز می‌روند، گاهی اوقات در ماه‌های گرم‌تر تابستان تا شمال بالتیمور، مریلند و تا غرب تگزاس نیز دیده می‌شوند. گاوهای دریایی گیاهخواران آرامی هستند که بیشتر وقت خود را صرف خوردن، خوابیدن و سفر می‌کنند. آنها حدود ۶۰ سال عمر می‌کنند و هیچ دشمن طبیعی شناخته‌شده‌ای ندارند. برخی از مرگ‌ومیر آنها نتیجهٔ فعالیت‌های انسانی است. در گذشته، گاوهای دریایی به خاطر گوشت، چربی و پوستشان مورد بهره‌برداری قرار می‌گرفتند.

## عوامل خطرآفرین
فعالیت‌های مختلف انسانی، جمعیت گاوهای دریایی را تهدید می‌کند. در فرهنگ مناطق خاصی از آمریکای جنوبی و کارائیب، این پستانداران اهمیت ویژه‌ای داشته و از دوران پیشاکلمبی از آنها به‌عنوان منبع غذایی استفاده می‌شده است. در این مناطق و حوضهٔ آمازون، گاوهای دریایی از دوران قبل از گسترش اروپایی‌ها، نقطهٔ کانونی فولکلور و اسطوره‌های محلی بوده‌اند. اگرچه گاوهای دریایی در بسیاری از مناطق به عنوان منبع غذایی شکار نمی‌شوند، اما سابقهٔ شکار و صید غیرقانونی در مناطقی مانند برزیل و هند غربی وجود دارد. تورها و نخ‌های ماهیگیری می‌توانند به گاوهای دریایی آسیب‌های زیادی وارد کنند که در نهایت می‌تواند به عفونت‌های جدی ختم شود. مطالعات نشان داده است که از سال ۱۹۷۸ در دستگاه گوارش حدود ۱۴٪ از گاوهای دریایی بقایایی پیدا کرده‌اند که عمدتاً شامل نخ‌های ماهیگیری بوده است. همچنین نشان داده شده است که برخی از گاوهای دریایی به دلیل گرفتار شدن در این نخ‌های ماهیگیری، یا باله‌های خود را به‌طور کامل از دست داده‌اند یا باله‌هایشان پاره شده است.
برخی از مرگ‌ومیر گاوهای دریایی ناشی از برخورد با قایق‌ها است. در مطالعه‌ای که در سال ۲۰۰۲ در فلوریدا انجام شد، مشخص گردید که ۲۵٪ از مرگ‌ومیر گاوهای دریایی را برخورد با قایق‌ها تشکیل می‌دهد، اما وقتی مورد بررسی قرار گرفت، قایقرانان فلوریدا به کسب اطلاعات بیشتر در مورد حفاظت از گاوهای دریایی و عادات آنها در مناطق قایق‌رانی واکنش مثبتی نشان دادند. علاوه بر این، رواناب کود، نشت مخازن سپتیک، تخلیهٔ فاضلاب می‌تواند باعث شکوفایی جلبک‌ها شود که در نتیجه بسیاری از علف‌های دریایی را که گاوهای دریایی برای تغذیه‌شان به آنها وابسته هستند، از بین می‌برد. طی یک مطالعه‌ای که صورت گرفت مشخص شد غلظت فلزات در خون گاوهای دریایی در فلوریدا و بلیز نیاز به بررسی جدی دارد و نیاز به طراحی یک مبنای غلظت فلزات می‌باشد. مشخص شد که تفاوت‌های معنی‌داری در فلزات خاصی مانند مس و روی برای گاوهای دریایی در مناطق مختلف و همچنین تفاوت‌هایی در گاوهای دریایی وحشی و گاوهای دریایی صید شده در حال احیا وجود دارد. این تفاوت‌ها اطلاعات لازم در مورد سلامت گاوهای دریایی را برای پزشکان فراهم می‌کند تا بتوانند به درستی از گاوهای دریایی مراقبت کنند.
گاوهای دریایی معمولاً در آب‌های گرم خروجی نیروگاه‌ها و چشمه‌ها در هوای سرد جمع می‌شوند. گاوهای دریایی با آب‌های سردتر سازگار نیستند، بنابراین، اگر به موقع برای زمستان به آب‌های گرم‌تر نرسند، ممکن است دچار استرس سرما شوند. این حیوانات سرعت متابولیک فوق‌العاده پایینی دارند و عایق‌بندی ضعیفی دارند که به نوبهٔ خود به آنها اجازه نمی‌دهد در آب‌های سرد دمای بدن خود را تنظیم کنند. طبق گزارش سازمان ماهی و حیات‌وحش فلوریدا، گزارش اولیهٔ مرگ‌ومیر گاوهای دریایی در سال ۲۰۲۳ نشان می‌دهد که دلایل اصلی مرگ‌ومیر گاوهای دریایی، برخورد با قایق و استرس سرمایی بوده است. گاوهای دریایی در مطالعات خاصی نشان داده‌اند که شناخت گاوهای دریایی بسیار خوب است و مهارت‌های اجتماعی بسیار پیچیده‌تری نسبت به آنچه قبلاً شناخته شده بود، دارند و بنابراین نیاز به تحقیقات بیشتری برای شناخت کامل آنها وجود دارد.